# La Gouesnière
La Gouesnière település Franciaországban, Ille-et-Vilaine megyében. Lakosainak száma 2000 fő (2022. január 1.). La Gouesnière Saint-Méloir-des-Ondes, Saint-Benoît-des-Ondes, Saint-Guinoux, Saint-Père-Marc-en-Poulet és La Fresnais községekkel határos.

## Népesség
A település népességének változása:
| Lakosok száma | 669  | 908  | 942  | 1583 | 1718 | 1799 | 1893 | 1943 | 1968 | 2000 |
|               | 1968 | 1982 | 1990 | 2006 | 2013 | 2015 | 2017 | 2019 | 2020 | 2022 |